# Марко ді Карлі
Марко ді Карлі (нім. Marco di Carli, 12 квітня 1985) — німецький плавець.
Учасник Олімпійських Ігор 2004, 2012 років.